# Jorge Ovalle
Jorge Raúl Ovalle Quiroz (Santiago, 6 de agosto de 1928-18 de febrero de 2019) fue un abogado, académico y político chileno.

## Biografía

### Vida personal y académica
Hijo de Guillermo Ovalle Valdés y Gilda Quiroz. Cursó sus estudios escolares en el Instituto Nacional.
Ingresó a la Facultad de Derecho de la Universidad de Chile, titulándose de abogado en 1954 con la tesis "Teoría de los Regímenes Políticos". Al año siguiente, fundó el estudio jurídico Ovalle y Cía. Fue profesor de Derecho Constitucional en su alma mater, alcanzando el grado de Titular.
Casado con Carmen Andrade Espejo. Tuvo nueve hijos: Carmen, Mónica, Loreto, Jorge, Javier, Matías, Esteban, María Elena y Constanza.
Entre otras actividades, fue director del Club Social y Deportivo Colo Colo durante la presidencia de Eduardo Menichetti (1991-1994) y de Blanco y Negro Sociedad Anónima en representación de la Corporación. En 1981 era uno de los accionistas principales del Banco de Talca.

### Actividades políticas
Inició su participación política como militante del Partido Radical. En 1969, se retiró de la colectividad para formar la Democracia Radical, en rechazo al apoyo que brindó el partido a la candidatura presidencial del socialista Salvador Allende para las elecciones de 1970.
En abril de 1971 postuló al cargo de senador por la 10.ª Agrupación Provincial de Chiloé, Aysén y Magallanes, en la elección complementaria para llenar la vacante dejada por el senador Allende tras asumir la presidencia de la República. Obtuvo el tercer y último lugar de la votación, con un 13,73 % de las preferencias. Dos años más tarde, fue candidato a diputado por la 6ª Agrupación Departamental de Valparaíso, Quillota e Isla de Pascua, nuevamente sin resultar electo.
Tras el golpe de Estado de 1973, se desempeñó como asesor del general Gustavo Leigh hasta 1978. Paralelamente, fue miembro de la Comisión de Estudios de la Nueva Constitución. Debido a discrepancias entre sus integrantes, especialmente en la discusión sobre proscribir a partidos y movimientos marxistas, fue obligado a renunciar por orden de Augusto Pinochet y asumió un rol opositor a la dictadura militar, siendo uno de los fundadores de la revista Cauce. En 1988 fue uno de los fundadores del movimiento político Independientes por el Consenso Democrático.

## Historial electoral

### Elección complementaria de 1971
- Elección parlamentaria complementaria de 1971, por la 10ª Agrupación Provincial, Chiloé, Aysén y Magallanes

| Candidato               | Partido | Votos  | %     | Resultado |
| ----------------------- | ------- | ------ | ----- | --------- |
| Adonis Sepúlveda Acuña  | PS      | 25 521 | 52,51 | Senador   |
| Andrés Zaldívar Larraín | PDC     | 16 401 | 33,75 |           |
| Jorge Ovalle Quiroz     | DR      | 6674   | 13,73 |           |

### Elecciones parlamentarias de 1973
- Diputado por la Sexta Agrupación Departamental (Valparaíso, Quillota e Isla de Pascua)

| Candidato                                 | Partido                    | Votos   | %     | Resultado |
| ----------------------------------------- | -------------------------- | ------- | ----- | --------- |
| A. Confederación de la Democracia         |                            |         |       |           |
| Gonzalo Yuseff Sotomayor                  | PN                         | 24 575  | 6,86  | Diputado  |
| Eugenio Ortúzar Latapiat                  | PN                         | 20 037  | 5,60  | Diputado  |
| Gustavo Lorca Rojas                       | PN                         | 19 104  | 5,34  | Diputado  |
| Aníbal Scarella Calandroni                | PN                         | 26 758  | 7,47  | Diputado  |
| Carlos Soya González                      | PIR                        | 3597    | 1,00  |           |
| Jorge Ovalle Quiroz                       | DR                         | 5835    | 1,63  |           |
| Gustavo Cardemil Alfaro                   | PDC                        | 20 537  | 5,74  | Diputado  |
| Eduardo Sepúlveda Muñoz                   | PDC                        | 13 492  | 3,77  |           |
| Jorge Santibáñez Ceardi                   | PDC                        | 15 871  | 4,43  |           |
| Alfonso Ansieta Núñez                     | PDC                        | 25 116  | 7,01  | Diputado  |
| Héctor Castro Castro                      | PDC                        | 16 192  | 4,52  | Diputado  |
| Teresa Maillet de De la Maza              | PDC                        | 11 697  | 3,27  |           |
| Votos de lista                            | CODE                       | 4397    | 1,23  |           |
| B. Unidad Popular                         |                            |         |       |           |
| Osvaldo Giannini Íñiguez                  | IC                         | 5279    | 1,47  |           |
| Carlos Andrade Vera                       | PCCh                       | 25 663  | 7,17  | Diputado  |
| Andrés Sepúlveda Carmona                  | PS                         | 11 549  | 3,22  | Diputado  |
| Mario Barahona Ceballos                   | PR                         | 11 412  | 3,19  |           |
| Manuel Cantero Prado                      | PCCh                       | 27 833  | 7,78  | Diputado  |
| Nelson Salinas Guzmán                     | PS                         | 6432    | 1,79  |           |
| Luis Guastavino Córdova                   | PCCh                       | 23 935  | 6,69  | Diputado  |
| Jorge Cox Méndez                          | PS                         | 9432    | 2,63  |           |
| Rodemil Yáñez Yáñez                       | PCCh                       | 353     | 0,10  |           |
| Gloria Fernández Farías                   | API                        | 845     | 0,23  |           |
| Armando Barrientos Miranda                | PS                         | 11 579  | 3,23  | Diputado  |
| Juan Enrique Vega Patri                   | MAPU                       | 7807    | 2,18  |           |
| Votos de Lista                            | UP                         | 3610    | 1,00  |           |
| Votos válidamente emitidos                | Votos válidamente emitidos | 357 909 | 98,86 |           |
| Votos nulos                               | Votos nulos                | 3132    | 0,86  |           |
| Votos en blanco                           | Votos en blanco            | 990     | 0,28  |           |
| Total de votos emitidos                   | Total de votos emitidos    | 362 031 | 100   |           |
| Fuente: Dirección del Registro Electoral. |                            |         |       |           |